# Thailen
Thailen ist ein Ortsteil der Gemeinde Weiskirchen im Landkreis Merzig-Wadern (Saarland). Bis Ende 1973 war Thailen eine eigenständige Gemeinde.

## Geschichte
Thailen war früher in die beiden Gemeinden Unter- und Oberthailen aufgeteilt, die zu unterschiedlichen Herrschaftsbereichen und Verwaltungen gehörten. Diese Teilung ist im Volksmund noch heute ein Begriff. Oberthailen gehörte zum Kurfürstentum Trier, Unterthailen dagegen war Teil der Herrschaft Dagstuhl. Die beiden Gemeinden wurden in den 1930er-Jahren zur Gemeinde Thailen zusammengeschlossen.
Man könnte vermuten, dass die Namensgebung des Dorfes auf dieser Tatsache beruht, gesicherte Erkenntnisse darüber liegen jedoch nicht vor. Eine andere Interpretation des Ortsnamens führt diesen auf die lateinische Bezeichnung tilia für die Linde zurück, welche auch auf dem Wappen des Ortes abgebildet wird.
Im Rahmen der saarländischen Gebiets- und Verwaltungsreform wurde die bis dahin eigenständige Gemeinde Thailen am 1. Januar 1974 der damals neu gebildeten Gemeinde Weiskirchen zugeordnet und ist seitdem ein Ortsteil und Gemeindebezirk.

## Politik

### Wappen
Das Wappen von Thailen zeigt im oberen linken Viertel eine goldene Linde auf blauem Grund, ein Hinweis auf einen möglichen Ursprung des Ortsnamens. Das schwarze Andreaskreuz auf goldenem Grund symbolisiert die Ansprüche der Herrschaft Dagstuhl auf das ehemals geteilte Dorf, gegenüber oben zeigt das rote Kreuz auf weißem Grund die Zugehörigkeit der anderen Hälfte zum Erzbistum Trier. Im letzten verbleibenden Viertel unten rechts sind silbern auf grünem Grund die Attribute des Heiligen Martin, Bischofsstab und Schwert abgebildet, welcher der Schutzheilige der Kirchengemeinde Thailen ist.

## Tourismus
Etwas außerhalb des in ländlichem Umfeld gelegenen Dorfes liegt an den Schwarzrinderseen am Holzbach (Losheimer Bach) der gleichnamige Wochenend- und Ferienpark bestehend aus Wohn- und Wochenendhäusern. Neben weitläufigen landwirtschaftlichen Nutzflächen gehört zum Ortsteil auch ein großes Waldgebiet, das mit gut ausgebauten Waldwegen, wie auch den vielen Feldwegen, zu Wanderungen und Radtouren einlädt.

## Persönlichkeiten
- Wolfgang Schäfer (* 1957 in Thailen), Ingenieur und Politiker